# Josep Maria Llompart
Josep Maria Llompart de la Peña (Palma de Mallorca, 23 de mayo de 1925 - 28 de enero de 1993) fue un poeta y ensayista español de Mallorca en lengua catalana. 
Fue socio fundador y presidente de 1978 a 1986 de la Obra Cultural Balear.
Entre 1983 y 1987 fue presidente de la Asociación de Escritores en Lengua Catalana.
En 1985 fue nombrado miembro de la Sección Filológica del Instituto de Estudios Catalanes y en 1990, presidente de la Federación Llull de Entidades Culturales de los Países Catalanes.

## Obra

### Poesía
- 1961: Poemes de Mondragó
- 1972: La Terra d'Argensa
- 1979: Urbanitat i Cortesia
- 1980: Mandràgola (Premio de la Crítica "Serra d'Or" y Premio Nacional de la Crítica)
- 1981: La Capella dels Dolors i altres poemes (galardonado con la Lletra d'Or).
- 1983: Obra poètica (Antología)
- 1990: Jerusalem
- 1992: Spiritual

### Ensayo
- 1964: La literatura moderna a les Balears
- 1974: Memòries i confessions d'un adolescent de casa bona
- 1982: Retòrica i Poètica (dos volúmenes) (Premio de ensayo literario de la Generalidad de Cataluña)
- 1991: Països Catalans? i altres reflexions
- 1992: La narrativa a les Illes Balears
- 1993: Vocabulari Privat (con Antònia Vicens)
- 1996: Els Nostres escriptors
- 1998: El llac i la flama

### Traducciones
{{la

## Premios
- 1981: Premio Nacional de la Crítica de Madrid
- 1982: Premio de Honor de las Letras Catalanas
- 1982: Cruz de San Jorge de la Generalidad de Cataluña
- 1992: Escritor del mes